# Scherpenzeel

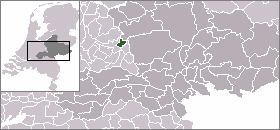
Scherpenzeels läge

Scherpenzeel är en kommun i provinsen Gelderland i Nederländerna. Kommunens totala area är 13,84 km² (där 0,03 km² är vatten) och invånarantalet är på 8 974 invånare (2005).